# المهاجرة (مسلسل)
المهاجرة هو مسلسل اجتماعي مغربي من إخراج مصطفى فاكر سنة 2001، يعالج مشاكل المرأة في ظروف القهر والتسلط وهجرتها لمحيطها المعهود.

## الخلفية
المسلسل يتطرق إلى عدد من القضايا الاجتماعية التي افرزها الواقع المغربي المعاصر مع التركيز على واقع المرأة المغربية وظروف القهر والتسلط التي تعيشها في منظومة اجتماعية تخضع للجهل والفقر تجعلها اسيرة هذه الظروف الصعبة التي تتحكم في مصيرها وفي مستقبلها رغم ما وصلت اليه من مستوى تعليمي اتاح لها الحصول على وظيفة واستقلال مادي.
و يتحدث المسلسل عن واقع فتاة مغربية موظفة، تعيش داخل أسرة متوسطة الدخل والدها لا يقوم بأي مسؤولية اتجاه أسرته، فتضطر إلى اعالة هذه الاسرة، ونتيجة تراكم المشاكل تفشل هذه الفتاة في زواجها بعد اصابة زوجها الملاكم إصابة خطيرة في الرأس اقعدته عن العمل وتحت تأثير هذه الظروف تفكر في الهجرة خارج المغرب كنوع من الهروب من واقعها.

## التشخيص
تم توزيع الادوار بمنح 42 دورا رئيسيا و84 دورا ثانويا بمشاركة عدد من الأسماء المعروفة في الحقل الإعلامي المغربي من بينهم: صلاح الدين بنموسى، محمد التسولي، محمد البلهيسي، عبد الله ديدان، نور الدين بكر ومحمد الرزين، أما أبرز الممثلات المشاركات في هذا العمل فهن: فاطمة الركراكي وثريا العلوي وسعيدة باعدي وحفيظة باعدي والسعدية لديب وفاطمة وشاي وفاطمة بوجو.

## التصوير
المسلسل مكون من ثلاثين حلقة، حيث توزعت أماكن تصوير احداثه بين مدن تطوان، طنجة، سبتة (شمال المغرب) والقنيطرة، كما صورت بعض المشاهد بجنوب إسبانيا.

## روابط خارجية
- المهاجرة على موقع قاعدة بيانات الأفلام العربية